# 田淵寿郎
田淵 寿郎（たぶち じゅろう、明治23年（1890年）3月3日 - 昭和49年（1974年）7月10日）は、大正、昭和期の日本の土木工学者。都市計画推進者、近代的都市づくりの先駆者である。名古屋市助役などを歴任。

## 来歴・人物
広島県佐伯郡大竹村（現在の大竹市）出身。中学から兄のいた大分県杵築に住む。回漕問屋の十番目の子に生まれたので「十郎」と名付けようとしたらしいが、語呂が悪いということで「寿郎」とした。回漕問屋の息子として育ったため、本人は将来は船乗りになりたかったらしいが、海軍兵学校の試験の身体検査で心肺機能に異常があることがわかり、入学のための身体基準が厳しい商船学校への進学を断念した。また造船科に進もうとしたが、学校で所属していたボート部の練習が忙しく造船科に進むための必修科目である化学実験を受講しなかったことや当時造船業は不況であったこと等から、兄などの勧めもあって受講条件を科していない土木工学科へ進むことになる。
第五高等学校（現・熊本大学）から東京帝国大学工学部で土木工学を専攻。卒業後、内務省入りし山形県工手、京都府技手などを経て内務技監大阪土木出張所工務部長となった。雄物川、紀ノ川改修工事、琵琶湖の利水計画、和歌山港築港、淀川低水路計画などに腕を振るい、国内各地の主要河川事業に功績を残した。また昭和13年（1938年）、日中戦争下の大陸に渡り上海や南京などの戦災地の復興を指揮。昭和14年（1939年）名古屋土木出張所長として木曽三川の治水、今渡ダム調整などの河川工事に携わった後、昭和17年（1942年）、再び中国に渡り黄河大洪水の復旧、さらに華北政府技監として北京西郊の新都市計画の立案を担当した。　
昭和20年（1945年）5月、この時既に55歳であった田淵は引退を決意し、敗戦直前に帰国。疎開先の三重県に身を寄せていた。しかし旧知の仲であった佐藤正俊名古屋市長に同市の戦災復興の一大事業を懇願され、引き受ける。佐藤市長からのその才覚に対する絶大な信頼により同年10月、名古屋市技監に就任、すべての建設関係業務を掌握した（昭和23年（1948年）より助役）。
尾張という土地柄を自分の目で確かめると共に、道路と公園の予定地にするために地主を説得して回る。名古屋市を大文化産業都市に再構築するという大陸的な俯瞰と強い信念のもと、ひたすら道路を造り続ける。田淵の計画は幅員の広い道路を何本も東西南北に通し、市内各所に有った279の墓所をまとめて一カ所に集中させるというもので、当時の交通事情（車が主要な交通手段ではなかった）を考えると非常に大胆なものであった。
現在、名古屋名物ともなっている100m道路は、田淵の都市計画構想の代名詞だが当初は猛烈な反対に遭った。さらに政府、墓所からも100m道路予定地の上にあった名古屋刑務所、墓所の移転に対して大変な抵抗があったがねばり強く交渉を続け、また市民から「大ぶろしき」と揶揄されながらも鉄の信念を貫き通した結果、ついにこれを実現。全市の20％を超える土地を道路・公園用地にするという大改造を行った。これらは後年、日本の大都市で最もモータリゼーションに適した交通インフラの礎となった。
その後、土地区画整理、地下鉄計画、鉄道立体化、名古屋港湾整備などを手がけ、戦後の名古屋市の都市計画は日本でのひとつのモデルとして高い評価を受けた。また、昭和25年（1950年）の愛知国体は、学生時代のボート仲間だった東龍太郎とのやりとりで決まったものという。信仰にも篤く、和歌山県紀ノ川改修工事の際に川底にあったクスノキの古木で観音像を彫ってもらい、いつも手元に置いて毎日観音経を読んだ回数を日記に記していたという。また戦災で焼失した名古屋城の天守閣を心から惜しみ再建に尽力、「尾張名古屋は城でもつ」ということわざを復活させる。また、「東海と北陸を結ばなくては中部日本の底力は出ない」と力説。「名古屋港とは、名古屋と富山の東岩瀬を合わせたものだ」というユニークな名古屋富山港論を展開した。昭和33年（1958年）、名古屋城再建基礎工事を最後に市助役を辞任。その後も愛知県都市計画審議会委員などの要職を歴任し、これらの功績により昭和33年（1958年）中日文化賞、昭和36年（1961年）朝日賞を受賞。
昭和41年（1966年）、歴代名古屋市長を差し置いた形で名古屋市の「名誉市民第一号」に選ばれた。なお、田淵の偉業は、名古屋市内小中学校の道徳の授業で使用される教科書にも記載されている。
田淵の墓は平和公園の中にある。高間宗道の墓とは隣同士に並んでいる。